# Grez-Neuville
Grez-Neuville – miejscowość i gmina we Francji, w regionie Kraj Loary, w departamencie Maine i Loara.
Według danych na rok 2010 gminę zamieszkiwało 1491 osób, a gęstość zaludnienia wynosiła 55 osób/km².